# Perruche à ventre orange
Neophema chrysogaster
Espèce
Statut de conservation UICN

 CR A2ace;C2a(i,ii);D : 
En danger critique
Statut CITES
La Perruche à ventre orange (Neophema chrysogaster) est une espèce d'oiseau de la famille des psittacidés.

## Description
C'est un oiseau de 22 à 25 cm de long avec un dos vert, un ventre jaune et une tache orange sous le ventre. Le mâle a en plus une bande bleue sur le front. Il a le ventre orange.

## Alimentation
Cette espèce se nourrit de graines de carex et de bruyère.

## Distribution et habitat
C'est un oiseau migrateur qui passe l'été (d'octobre à avril) sur les côtes sud-ouest de la Tasmanie où il niche puis migre ensuite vers les côtes de l'État de Victoria et de l'Australie-Méridionale où il passe l'hiver.

## Reproduction
Elle niche dans le creux d'un arbre.

## Écologie
C'est une espèce protégée en voie de disparition. On estime qu'il en reste 150 en liberté et 150 en captivité.